# 乾杯の歌 (ドイツ民謡)
乾杯の歌（かんぱいのうた、英語: Maine Stein Song）は日本ではドイツ民謡と言われているが、世界的にはアメリカ合衆国メイン州大学の校歌として知られており、現在ドイツで歌われているものも米国からの逆輸入である。

## 概要
「乾杯の歌」は日本では「盃を持て、さぁ卓をたたけ」という歌詞でドイツ民謡と言われているが、世界的には「Maine Stein Song」として、アメリカ合衆国メイン州立大学の校歌で知られている。「Stein」（スタイン）はドイツ語「Stein」（シュタイン、石の意味）経由で陶器製のビールジョッキを意味する英語俗語。 
この歌はもともとE.A.フェンスタッド（E.A. Fenstad）が作った器楽曲で、彼はドイツのヨハネス・ブラームスの「ハンガリー舞曲」を聞いたのだろうという説も行われている。  1902年のメイン州立大学の学生のアルバート・プレイグ（Albert Prague）がバーハーバー（Bar Harbor）でアルバイトをしている時に、このドイツ起源の行進曲「Opie」を聞き、それを書きとめたといわれていて、歌詞はプレイグの寮で同室のリンカーン・コルコード（Lincoln Colcord）が作ったという。
現在の曲は、1921～1923年にメイン州立大学へ通い、その後エール大学を卒業したルーディー・ヴァレーが作っている。1929年にホストを務めたNBCラジオでこの歌を紹介して、翌年ビクターでレコード化している。これは大変な人気となった。　この時点で、ドイツでもヨーゼフ・フロイデンタル（Josef Freudenthal ）によるドイツ語歌詞も作られている。 　
日本語では昭和初期にカヴァーされた。 日本語歌詞の作者は不明。    また、日本では『NHK紅白歌合戦』のオープニングテーマ（歌手入場曲）として番組開始から1981年、1985年から1987年、1989年、1996年から1997年の放送において使用、またテレビ朝日系列で放送された『紅白』形式による番組『ちびっこものまね紅白歌合戦』でも、番組に参加した子供たちの入場場面に使用された。
なおドイツでの乾杯の歌としては、「Gaudeamus igitur」で始まるヨーロッパの学生歌「ガウデアムス」、「Ein Prosit, ein Prosit der Gemütlichkeit」で始まるオクトーバーフェストに関連して知られている「乾杯の歌 (オクトーバーフェスト)」（Ein Prosit der Gemütlichkeit）などがある。 

## 日本語版歌手
- 二村定一

## 映画
1947年の『Let's Sing a College Song （未公開）』の中に男女ともに酒場でこの曲を高らかに歌い上げるシーンがある。